# Casteltermini
Casteltermini is een gemeente in de Italiaanse provincie Agrigento (regio Sicilië) en telt 8726 inwoners (31-12-2004). De oppervlakte bedraagt 99,5 km², de bevolkingsdichtheid is 88 inwoners per km².

## Demografie
Casteltermini telt ongeveer 3164 huishoudens. Het aantal inwoners daalde in de periode 1991-2001 met 13,3% volgens cijfers uit de tienjaarlijkse volkstellingen van ISTAT.
| Jaar | Inwoneraantal |
| ---- | ------------- |
| 1991 | 10.132        |
| 2001 | 8782          |

## Geografie
De gemeente ligt op ongeveer 555 m boven zeeniveau.
Casteltermini grenst aan de volgende gemeenten: Acquaviva Platani (CL), Aragona, Cammarata, Campofranco (CL), San Biagio Platani, Sant'Angelo Muxaro, Santo Stefano Quisquina, Sutera (CL).